# Вікторія Кішкіс
Вікторія Кішкіс (пол. Wiktoria Kiszkis; нар. 14 червня 2003, Ілава, Польща) — польська футболістка, нападниця англійського клубу «Вест Гем Юнайтед» та дівочої збірної Польщі (WU-17), яка виступає в оренді за «Шльонськ» (Вроцлав).

## Ранні роки
Народилася в польському місті Ілава. Батько Вікторії, Міхал, переїхав до Лондона в 2004 році, а вже наступного року, а наступного року до нього приєдналися Вікторія та її мати Агнєшка. Кішкіс проявила здібності до футболу та була прийнята в академію «Арсеналу». У 2018—2019 роках 13 разів гзірала за молодіжну команду «Арсеналу», відзначилася 30-ма голами та віддала 23 результативні передачі.

## Клубна кар'єра
Напередодні старту сезону 2019/20 років приєдналася до «Вест Гем Юнайтед». Дебютувала за дорослу команду 20 жовтня 2019 року, вийшовши на заміну Кейт Лонггерст на 77-й хвилині в нічийному (2:2) поєдинку жіночого кубку Ліги Англії з «Тоттенхем Готспур». У жіночій Суперлізі Англії дебютувала 17 листопада 2019 року в програному (0:5) поєдинку проти «Манчестер Сіті», в якому замінила травмовану Адріану Леон. Вікторія виконала один удар, але влучила в штангу.

## Кар'єра в збірній
У футболці дівочої збірної Польщі (WU-15) дебютувала у вересні 2017 року в нічийному (1:1) поєдинку проти Чехії, в якому відзначилася голом. У 14-річному віці входила до склади команди (WU-17) на дівочому чемпіонаті Європи (WU-17), а в 2019 році — капітаном команди.

## Статистика виступів

### Клубна
Станом на 20 січня 2021.
| Клуб               | Сезон             | Ліга              | Ліга  | Ліга | Кубок ФА | Кубок ФА | Кубок ліги | Кубок ліги | Загалом | Загалом |
| Клуб               | Сезон             | Дивізіон          | Матчі | Голи | Матчі    | Голи     | Матчі      | Голи       | Матчі   | Голи    |
| ------------------ | ----------------- | ----------------- | ----- | ---- | -------- | -------- | ---------- | ---------- | ------- | ------- |
| «Вест Гем Юнайтед» | 2019–20           | ЖСЛА              | 1     | 0    | 0        | 0        | 2          | 0          | 3       | 0       |
| «Вест Гем Юнайтед» | 2020–21           | ЖСЛА              | 1     | 0    | 0        | 0        | 0          | 0          | 1       | 0       |
| «Вест Гем Юнайтед» | Загалом           | Загалом           | 2     | 0    | 0        | 0        | 2          | 0          | 4       | 0       |
| Усього за кар'єру  | Усього за кар'єру | Усього за кар'єру | 2     | 0    | 0        | 0        | 2          | 0          | 4       | 0       |

1. ↑  Включаючи матчі Кубку ФА та кубку польщі
2. ↑  Включаючи матчі в Кубку Ліги